# Торси (Сена и Марна)
Торси́ (фр. Torcy) — коммуна во Франции, находится в регионе Иль-де-Франс. Департамент — Сена и Марна. Входит в состав кантона Торси. Округ коммуны — Торси.
Код INSEE коммуны — 77468.
Коммуна расположена приблизительно в 22 км к востоку от Парижа, в 35 км севернее Мелёна.

## История
Впервые поселение упоминается в 868 году как Torciacum, затем оно стало называться Torcy-le-Grand, потом Torcy-en-Brie и наконец Торси.

## Природа и климат
В Торси преобладает умеренный климат. Осадков выпадает в среднем 650 мм в год.
Флора и фауна богата и разнообразна, что обусловлено наличием большого количества лесов и рек. На территории коммуны произрастает 167 видов растений, многие из которых находятся под охраной.

## Население
Население коммуны на 2010 год составляло 22 425 человек.
| 1962 | 1968 | 1975 | 1982   | 1990   | 1999   | 2010   |
| ---- | ---- | ---- | ------ | ------ | ------ | ------ |
| 3221 | 3401 | 4800 | 12 279 | 18 681 | 21 602 | 22 425 |

## Администрация
| Период | Период | Фамилия             | Партия                         | Примечания |
| ------ | ------ | ------------------- | ------------------------------ | ---------- |
| 1941   | 1977   | Ги Шаван            | Союз для Новой Республики      |            |
| 1977   | 1989   | Люсьен Мейаду       | Социалистическая партия        |            |
| 1989   | 1995   | Жерар Жеффре        | Союз за французскую демократию |            |
| 1995   | 2012   | Кристиан Шарон      | Социалистическая партия        |            |
| 2012   | 2014   | Гийом Ле Ле-Фельзин | Социалистическая партия        |            |

## Экономика
В 2007 году среди 15 763 человек в трудоспособном возрасте (15-64 лет) 11846 были экономически активными, 3917 — неактивными (показатель активности — 75,2 %, в 1999 году было 76,6 %). Из 11 846 активных работали 10 527 человек (5223 мужчины и 5304 женщины), безработных было 1319 (629 мужчин и 690 женщин). Среди 3917 неактивных 1903 человека были учениками или студентами, 720 — пенсионерами, 1294 были неактивными по другим причинам.

## Достопримечательности
- Церковь Сен-Бартелеми (1863 год). Входные двери церкви увенчаны тремя картинами «Бегство в Египет», «Крещение Иисуса» и «Иисус и Святоё Пётр».
  - Бронзовый колокол (1779 год). На колоколе выгравирована надпись: + L’an 1779 j’ay este bénite par Mr Jacques Le Blanc curé de Torcy […]. Marque des fondeurs : I.B. Robelet et I.B. Burte m’ont faite. Исторический памятник с 1942 года[3]
- Замок Шармет. Построен в 1900—1908 годах мэром Альфонсом Дювалем

## Города-побратимы
- Лингенфельд (Германия, с 1972)[4]
- Герван (Шотландия, с 1988)

## Фотогалерея

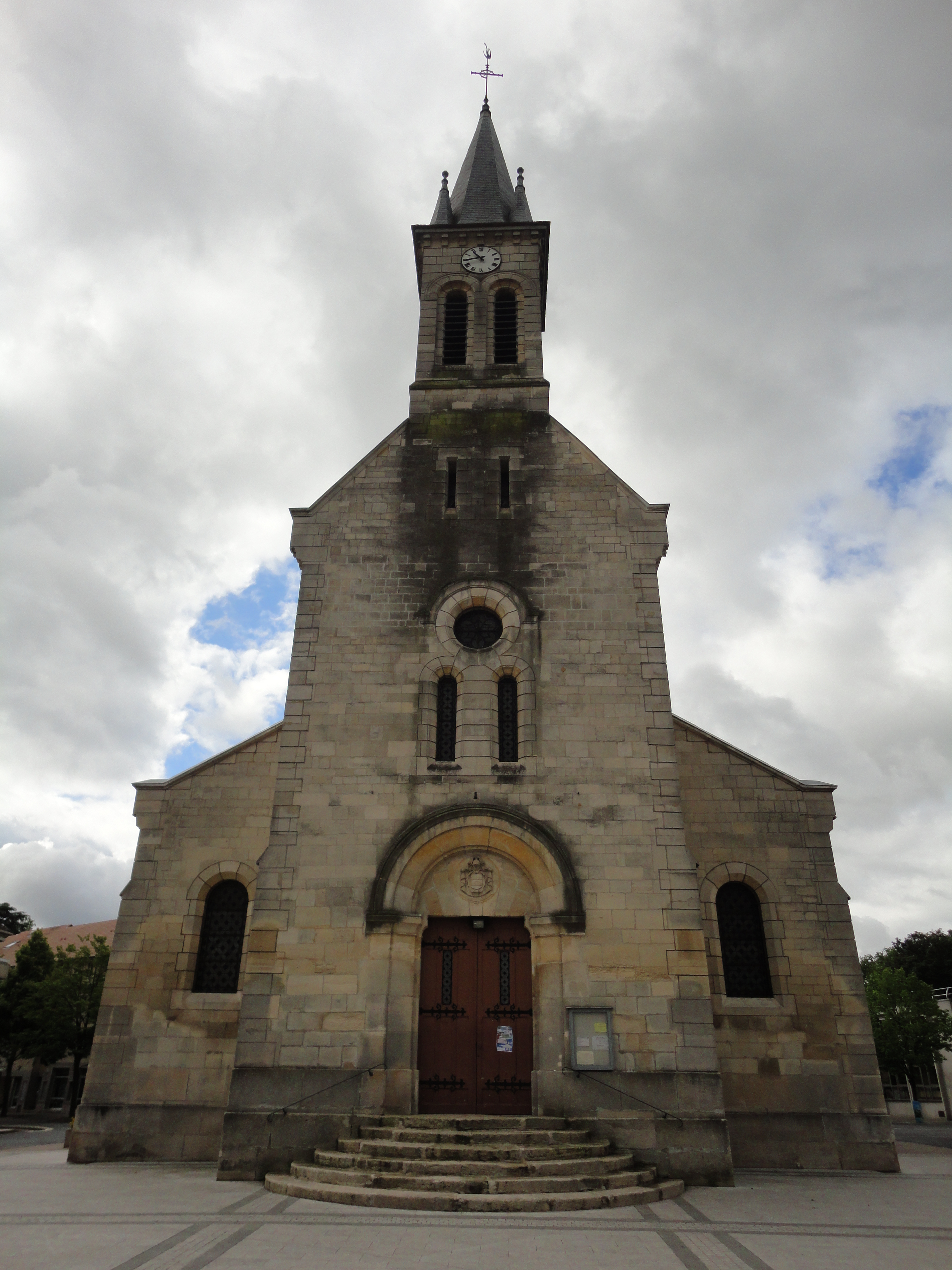
Церковь Сен-Бартелеми
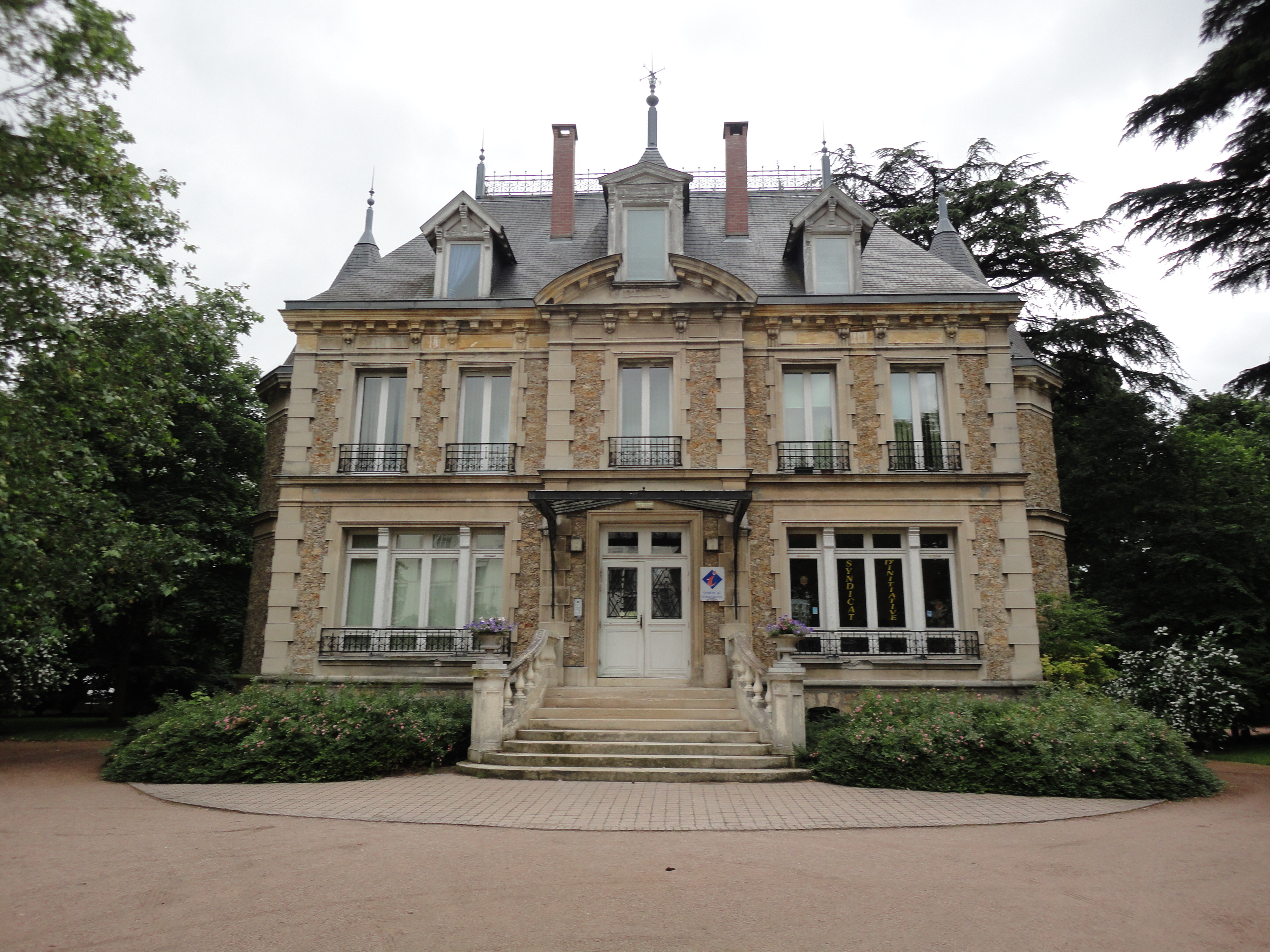
Замок Шармет
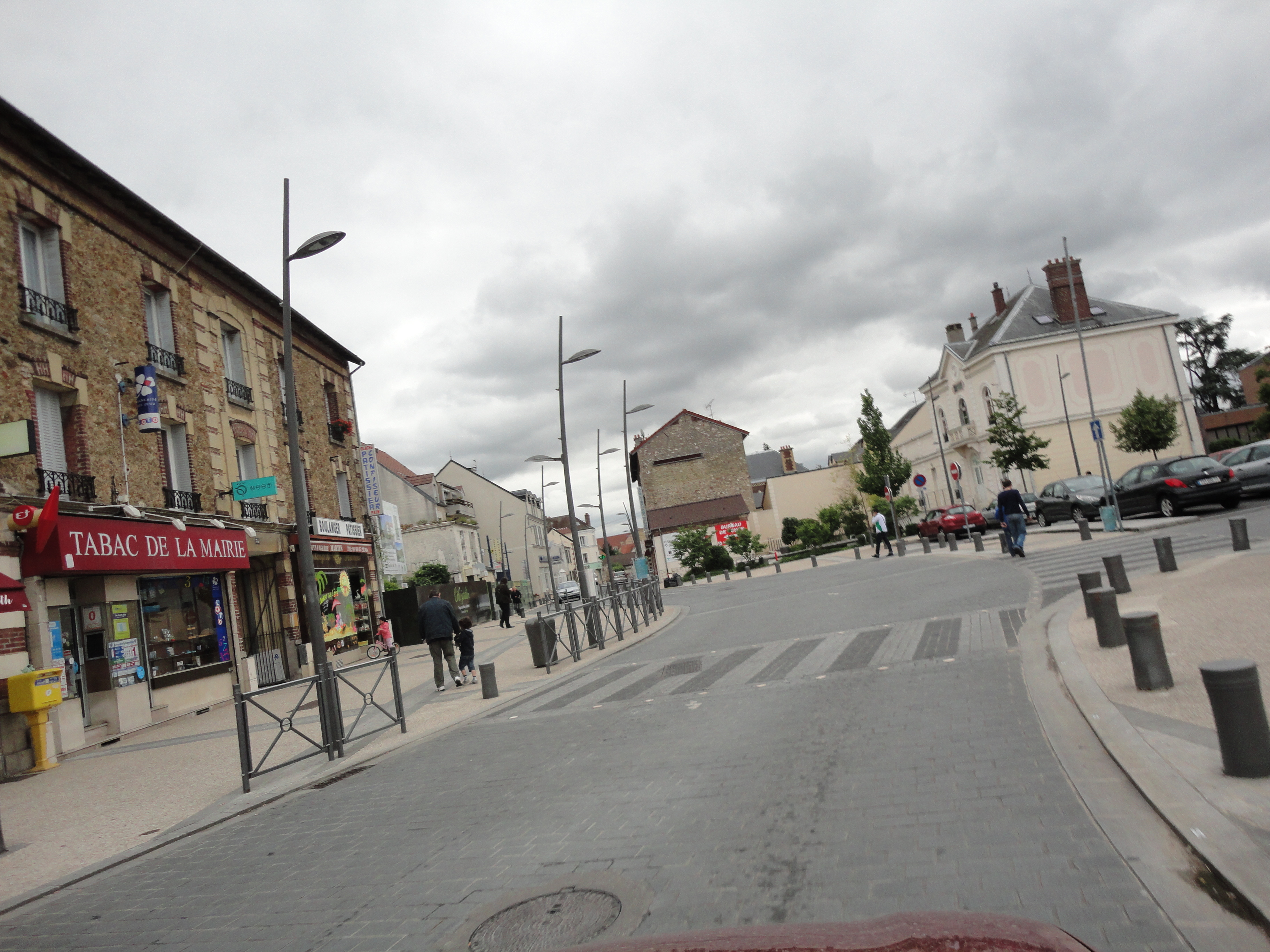
Парижская улица
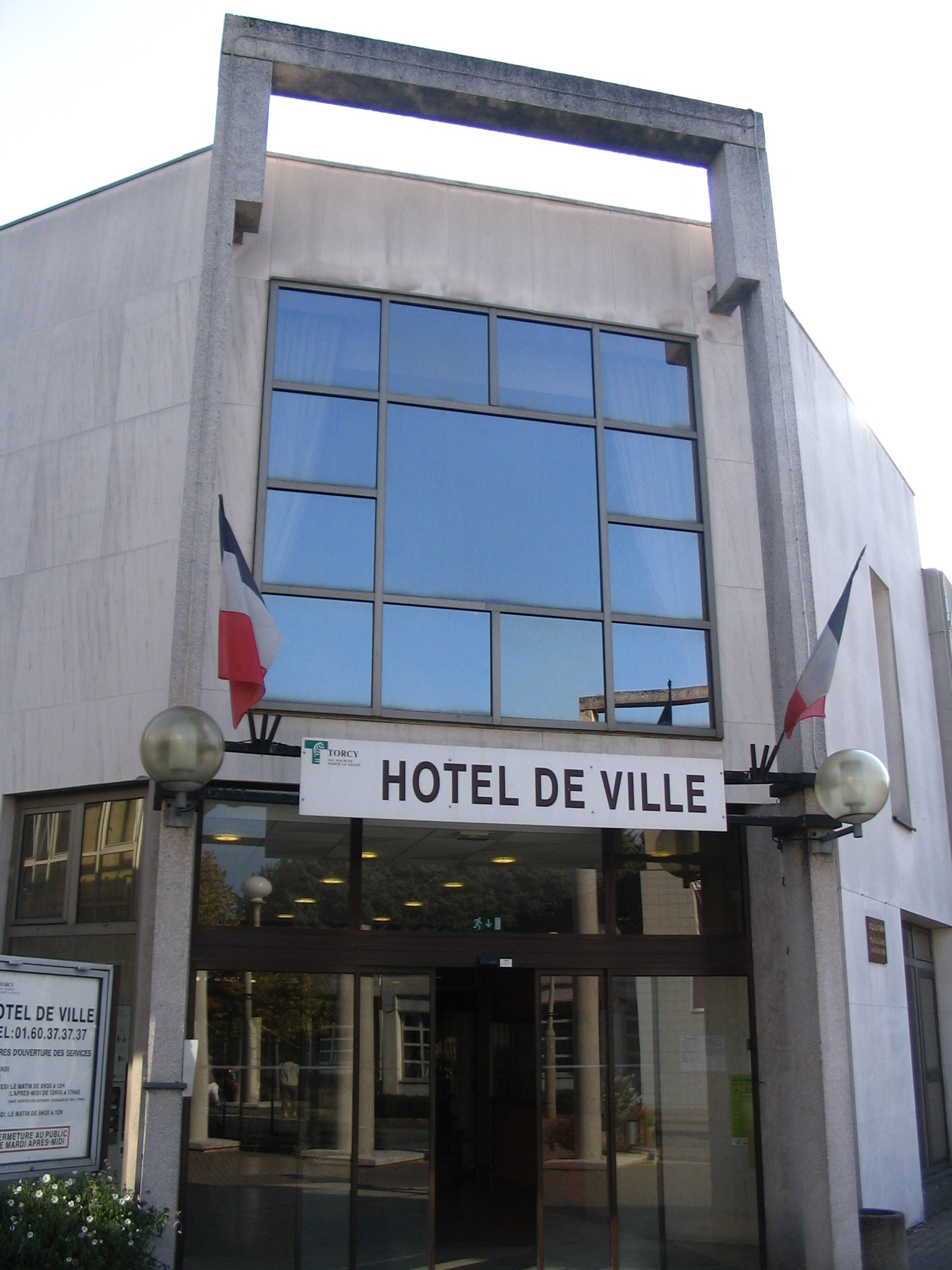
Мэрия
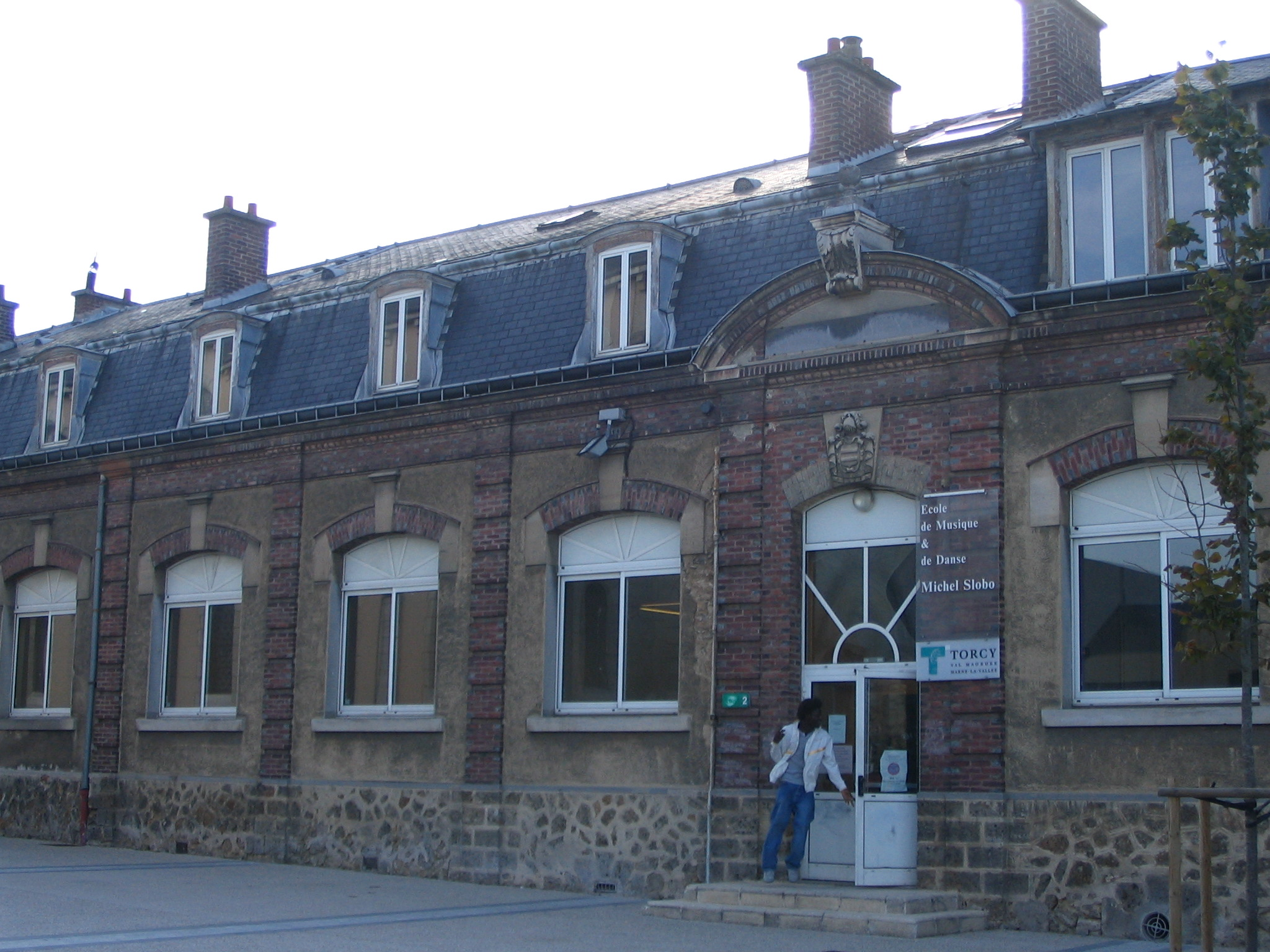
Музыкальная школа
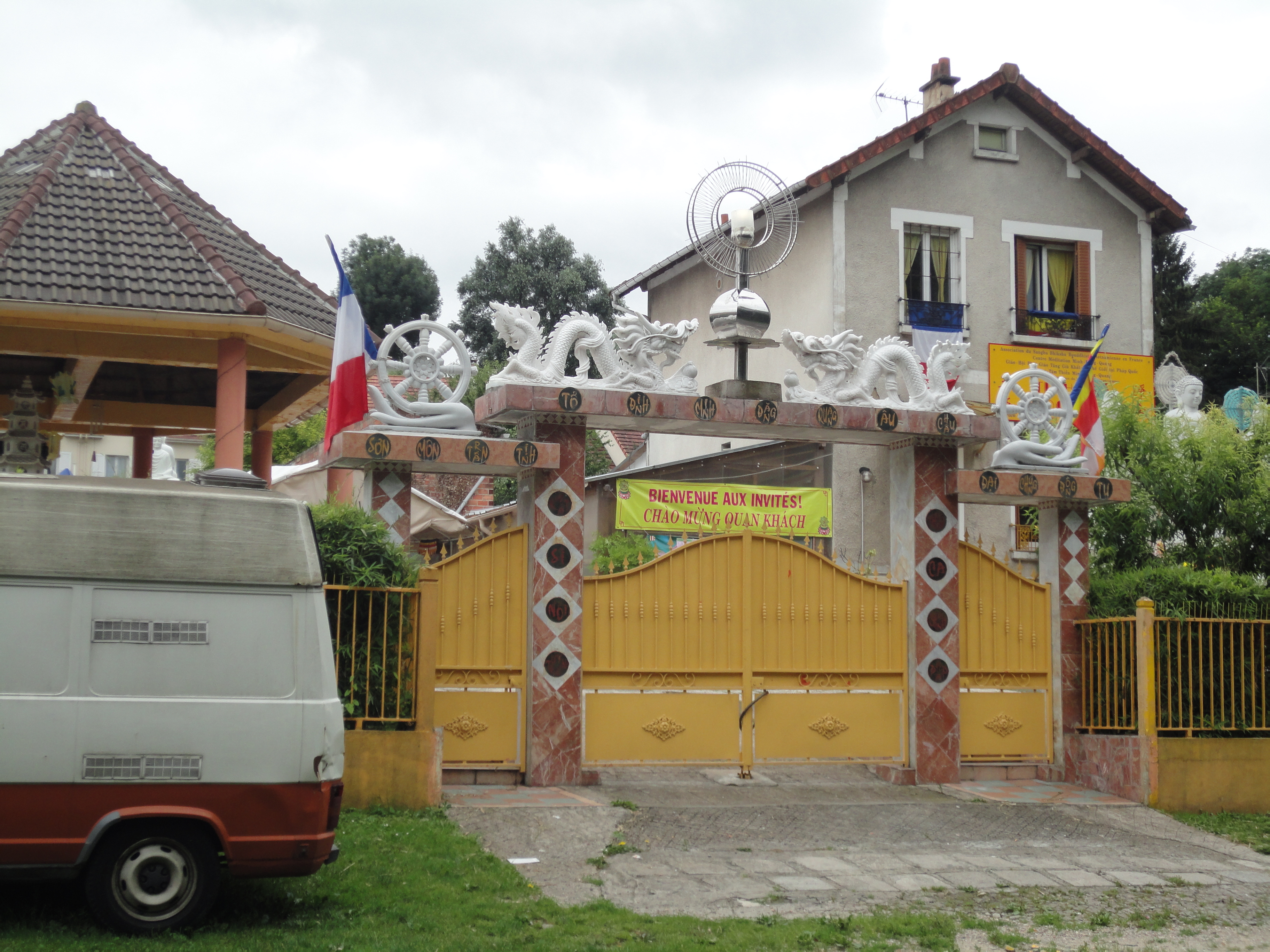
Вьетнамский буддийский центр